# Hybride fibre coaxial
Pour les articles homonymes, voir HFC.
Un réseau hybride fibre coaxial traduit de la dénomination anglophone Hybrid Fiber Coaxial (HFC) est un réseau combinant la fibre optique et le câble coaxial pour créer un réseau de distribution de télévision par câble et optionnellement d'accès à Internet à haut débit ou à très haut débit. 
Cette technologie permet l'accès à internet à large bande, en utilisant les réseaux câblés de télévision existants. La topologie réseau est constituée de deux parties : la première consiste à connecter le modem câble de l'abonné au travers d'un câble coaxial à un nœud zonal et ensuite à interconnecter les nœuds au concentrateur CMTS (Cable Modem Termination System) du FAI via de la fibre optique.
Le transfert de données (accès à Internet) sur ce type de réseau hybride est standardisé par les normes DOCSIS. 

Schéma d'un réseau hybride fibre coaxial